# Плещеев, Наум Михайлович
Нау́м Миха́йлович Плеще́ев — тобольский воевода, приближённый царя Василия Шуйского.

## Биография
В 1598 году его подпись встречается в числе дворян под соборным определением об избрании в цари Бориса Фёдоровича Годунова.
Известительные грамоты Лжедимитрия I не доходили сначала по назначению, потому что их успевало перехватывать правительство Годунова. Только 1 июня 1605 года, очевидно спустя три недели после сдачи московского войска, самозванцу удалось послать грамоту с Наумом Плещеевым и Гавриилом Пушкиным. По его приказанию они отправились в большое и богатое подмосковное село Красное. Красносельцы приняли их с радостью и решили идти в Москву на лобное место и там прочитать грамоту во всеуслышание. Весть об этом дошла до царя Фёдора Борисовича Годунова, и он велел схватить гонцов самозванца, но его посланные вернулись, не дойдя до села. Плещеев, Пушкин и многие другие отправились сначала в Кремль, а затем на лобное место, не слушая советов патриарха Иова, силой привели туда бояр, и в их присутствии была прочитана грамота самозванца, после чего взяты под стражу царь Фёдор Годунов, его мать, сестра и родственники.
Плещеев и Пушкин отправили гонца в Тулу к самозванцу с известием, что произошло в Москве.
В 1608 году Плещеев был в числе приглашенных на свадьбу царя Василия Шуйского.
В 1609 году архимандрит Дионисий, келарь Авраамий Палицын и соборные старцы Троице-Сергиева монастыря просили воеводу князя Дмитрия Трубецкого приказать Андрею Палицыну и воеводе Науму Плещееву быть у них в монастыре.
В 1613 году за его вотчиной числилось 218 четвертей, а всего с старым поместьем 250 четвертей с осьминой. В 1616 году поместного окладу за ним уже 900 четвертей, и жалование 90 руб.
С 1613 по 1615 гг. он был вторым воеводой в Тобольске.
Известно о местничестве Н. М. Плещеев  с князем В. М. Лобановым-Ростовским.